# Bambekea
Bambekea é um género botânico pertencente à família Cucurbitaceae.

## Espécies
- Bambekea bequaertii
- Bambekea racemosa